# Oenoptila leucopygaria
Oenoptila leucopygaria är en fjärilsart som beskrevs av Walker 1866. Oenoptila leucopygaria ingår i släktet Oenoptila och familjen mätare. Inga underarter finns listade i Catalogue of Life.